# Claude Mercier
Pour les articles homonymes, voir Mercier.
 (novembre 2023).
Claude Mercier, né le 10 septembre 1924 à Paris 16e et mort le 24 janvier 2019 à Yèvre-la-Ville, est un artiste français sculpteur de métal.
Il a pris une part active à la vie de la sculpture française après la Seconde Guerre mondiale[réf. à confirmer]. Mariant la grâce et la puissance[non neutre], il a été encouragé dès ses débuts par des artistes célèbres comme Henry Moore ou Alberto Giacometti, et fut proche du photographe Brassaï.
La sculpture de Claude Mercier constitue la face la plus connue de l’artiste. Conservée dans des institutions, notamment au MoMA à New York, au Musée d’Art Moderne de Paris, au Fonds national d'art contemporain, au Fonds régional d'art contemporain d'Île-de-France, ainsi que dans des espaces publics à Paris et en région, dans de grandes collections particulières en France et à l’étranger; elle y côtoie l’œuvre des illustres de l’Art moderne.
L'artiste a participé durant six décennies aux grandes expositions nationales et internationales d'Art contemporain.

## Biographie
Claude Mercier naît le 10 septembre 1924 dans le 16e arrondissement de Paris, dans une famille attirée par les arts et lettres qui favorise sa personnalité : un grand-oncle conservateur de musée, une grand-mère journaliste-écrivaine et un père, Henri Mercier, dessinateur publicitaire[source insuffisante] et illustrateur d'encyclopédies et livres pour enfants des années 1920 aux années 1950.

### Formation
Il poursuit des études secondaires au Lycée Janson-de-Sailly.
Sa passion des formes et des matières est à l'origine de son attrait pour les Arts plastiques et de son entrée à l’École Boulle dans la section de sculpture ornementale sur bois. L'apprentissage lui permet d'appréhender les techniques et les savoir-faire de la sculpture.
En 1944, il s’engage dans l’Armée de l’Air en France en qualité d’élève-pilote, et continue sa formation en Grande-Bretagne dans la Royal Air Force jusqu’à sa démobilisation en 1946. Revenu à Paris, il réalise pour des antiquaires des travaux de restauration d’œuvres d’art sur bois et de décoration de stands pour des salons.
En 1950, il poursuit son éducation artistique à l’École nationale des Beaux-Arts de Paris où il est formé par le sculpteur figuratif Marcel Gimond, dans l'atelier de taille sur pierre, bois et modelage de plâtre[source secondaire nécessaire]. Il sort diplômé avec une formation de modeleur[source secondaire souhaitée] mais son choix déterminé le pousse vers la sculpture sur métal.

### Choix du métal
L'emploi du métal marque un tournant dans la sculpture au début du XXe siècle. Julio González, Pablo Picasso, Pablo Gargallo, Antoine Pevsner, Alexander Calder.., venus s'établir en France, inventent la sculpture par assemblage. Sur leurs traces, de nombreux sculpteurs des générations suivantes adoptent le métal pour s'exprimer directement, sans passer par les étapes du modelage, du moulage et de la fonte.
Sculpter voulait dire jusqu'alors : modeler la terre, le plâtre ou la cire, fondre le bronze, tailler le bois, la pierre ou le marbre. Dans les années 1930, la soudure révolutionne l'assemblage. Cuivre et laiton, aluminium, fer et acier, inox. le métal à l'état neuf ou récupéré sous toutes ses formes, façonné à froid ou à chaud, permet de construire autour du vide. La sculpture s'inscrit désormais comme un dessin dans l'espace et intègre le temps, le mouvement, la mécanique.
Presque dès le début, Claude Mercier, dont le besoin de création s'affirme, choisit le métal comme matériau de prédilection et commence à le travailler sous toutes ses formes, comme l'illustre sa première pièce, le Robot, suivi du Bestiaire, évocation de l'attention qu'il porte à la nature, à l'environnement, à l'espace urbain, et qui le conduira à s'investir dans les commandes publiques[source secondaire souhaitée].
En ligne avec ce choix, il adopte rapidement l’abstraction, après une période initiale de « semi-figuration »[source secondaire souhaitée].
Se définissant comme fabricant et métallurgiste, Claude Mercier peut laisser libre cours à son inventivité en martelant, pliant, soudant et assemblant le métal dans les phases préparatoires de son travail, contribuer ainsi aux profonds changements dans le langage de la sculpture en appliquant les procédés techniques utilisés avec le métal.
En 1952, il s’installe dans l'atelier de la Cité d'artistes Jeanne, 16 rue du Saint-Gothard dans le 14e arrondissement de Paris[source secondaire souhaitée]. Il y rencontre le photographe Brassaï qui occupe également un atelier dans la cité. .
Claude Mercier entretient des rapports d’amitié avec Brassaï, qui lui présente l'écrivain britannique Lawrence Durrell; celui-ci rend visite au sculpteur lors de ses passages à Paris. Brassaï réalise, en 1973, une photo de Claude Mercier qui figure dans plusieurs ouvrages.
En 1954, il effectue un stage de fin d’études de l’École à la Maison de l’Institut de France à Londres. Au cours de ce séjour, il rencontre le sculpteur Henry Moore qui l’invite dans son atelier près de Londres.
En 1955, il rencontre lors de l’exposition Sculptures contemporaines à Évreux (Eure), le sculpteur suisse Alberto Giacometti. Des relations suivies s’instaurent entre eux dans leurs ateliers respectifs, situés dans le même arrondissement de Paris.
À partir du milieu des années 1950, son œuvre prend la forme de petites pièces architecturales, appelées « constructions » et de reliefs, dans lesquelles le métal est lié; chacune de ses réalisations a la particularité de laisser l'espace et la lumière pénétrer.
Suivant sa propre voie, plutôt que de chercher à s’affilier aux écoles d’art, il développe un langage personnel en créant des sculptures dans lesquelles des éléments de métal sont disposés en compositions dynamiques, faites d’une combinaison de courbes alternées et de poussées latérales et verticales, qui jouent avec la lumière, ajoutant de la tension.
Les appellations de chacune de ses œuvres renforcent cette dynamique du mouvement. Certes, quelques-unes sont de nature représentative. Mais le plus souvent, les titres de ses œuvres abstraites reflètent des mouvements, lancées, éruptions, propulsions et autres combinaisons actives dans un espace en trois dimensions, sans oublier les évocations mythologiques et symboliques[source secondaire nécessaire].

« Qu’il sculpte les animaux, les végétaux, les figures mythologiques, les instruments de musique, les miroirs, les objets cosmiques ou les formes de l’industrie, Claude Mercier sait épurer les lignes, créer le mouvement dans toute sa pureté, magnifier la matière. Jean-Pierre Sueur »

### Soixante ans de création
De 1960 à 2019, artiste reconnu, il participe à des expositions en France et à l’étranger, dans des espaces publics ou privés.
Claude Mercier meurt le 24 janvier 2019.
Depuis son décès, son œuvre, dont l'ayant droit est son épouse Colette Mercier-Metayer, est principalement exposée à la Galerie Martel-Greiner[source secondaire souhaitée], à Paris 6e.
À l'initiative de personnalités du monde de l'art et de collectionneurs, un Comité pour la protection et la promotion de l’œuvre de Claude Mercier, sculpteur a été créé en 2014. C'est ce comité a notamment été à l'origine, en 2017, de la constitution et de la publication de son Catalogue raisonné[source secondaire souhaitée].

## Œuvres et style
Claude Mercier l’a écrit d’emblée : 

« Les formes qui font signe dans mes sculptures, je les possède en moi. Elles n’existent nulle part ailleurs ; elles sont l’expression de ma liberté. »

### Sculptures
Claude Mercier est connu pour ses œuvres de métal pleines d'élan, ou au contraire concentrées, repliées sur leur propre mouvement.
L’artiste se définissait comme un constructeur, doublé d’un métallurgiste[source secondaire souhaitée]. Marteler, plier, découper, souder, patiner l’acier, l'aluminium, le bronze, le laiton, l’inox, le cuivre, le maillechort, le nickel, sont les étapes techniques accomplies et dominées par celui qui maîtrise les bases du métier acquis[non neutre] à l’École Nationale des Beaux-Arts de Paris dans l’atelier du sculpteur figuratif Marcel Gimond dont il fut le massier.

#### Œuvres dans les collections publiques
Cette section ne s'appuie pas, ou pas assez, sur des sources secondaires ou tertiaires indépendantes du sujet.

Pour l'améliorer, ajoutez-en, ou placez des modèles {{Source secondaire souhaitée}} ou {{Source secondaire nécessaire}} sur les passages mal sourcés. (décembre 2024)
France
- Musée d'Art moderne de Paris
- Fonds national d'art contemporain
- Fonds régional d'art contemporain d’Île-de-France
- Collection du conseil départemental de la Seine-Saint-Denis
- Musée de Saint-Omer (Pas-de-Calais)
- Lieu d'art et action contemporaine de Dunkerque (Nord)
- Musée de Roquebrune-Cap-Martin (Alpes-Maritimes)
- Musée départemental de l’Oise
- Musée d'Art et d'Histoire de Meudon (Hauts-de-Seine)
- Hôtel de Ville d’Allonnes (Sarthe)
- Ville du Creusot (Saône-et-Loire)
- Village de Yèvre-le-Châtel (Loiret). Claude Mercier a réalisé deux œuvres monumentales situées à Yèvre-le-Châtel : l’une à la mairie et la seconde à la roseraie}[13].

États-Unis
- Museum of Modern Art (MoMA), New-York

Canada
- The Art Gallery of Ontario (AGO), Toronto

Allemagne
- Musée de Darmstadt

Pays-Bas
- The Boelen Collection. La collection Boelen est une collection de bijoux contemporains, réunis par Romuald et Ida Boelen-van Gelder d’Amsterdam[14].

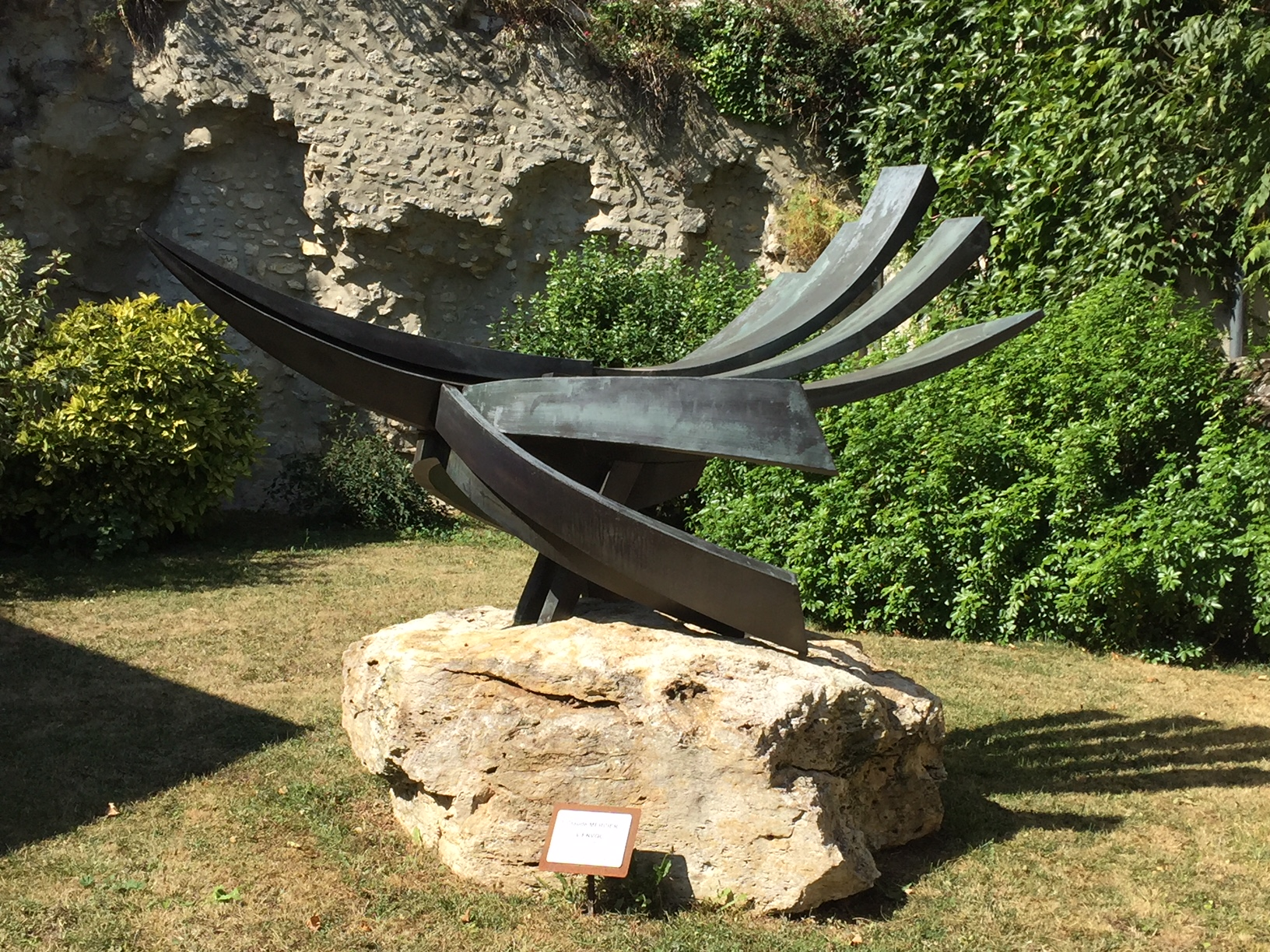
L'envol, cuivre patiné, 1990

### Sculptures monumentales
Cette section ne s'appuie pas, ou pas assez, sur des sources secondaires ou tertiaires indépendantes du sujet.

Pour l'améliorer, ajoutez-en, ou placez des modèles {{Source secondaire souhaitée}} ou {{Source secondaire nécessaire}} sur les passages mal sourcés. (décembre 2024)
Claude Mercier a réalisé des sculptures monumentales exposées dans l'espace public en France.

« L’élégance des constructions de Claude Mercier a incité des architectes à faire appel à lui, pour des projets de grande dimension, destinés en général à des établissements scolaires, au titre du 1 % artistique. (Dominique Dalemont). »

- 1968 : Paris, groupe scolaire rue de Picpus, sculpture en cuivre patiné
- 1969 : Agde (Hérault), C.E.S., relief aluminium
- 1970 : Bobigny (Seine-Saint-Denis), Jardin du Conservatoire de Musique
- 1971 : Marseille - L'Estaque, Groupe scolaire, relief aluminium
- 1972 : Bastia (Haute-Corse), Groupe scolaire, sculpture maillechort Tumulte
- 1972 : Bobigny, Société mixte d'aménagement Semarbo, mosaïque marbre et pâte de verre
- 1974 : Bobigny, Groupe scolaire Paul Vaillant-Couturier, sculpture laiton
- 1975 : Dole (Jura), Lycée Charles Nodier, relief cuivre
- 1976 : Argenteuil (Val d'Oise), Lycée mixte Jean Jaurès, sculpture en cuivre patiné
- 1976 : Hyères (Var), Cité technique du lycée professionnel Golf-Hôtel, sculpture en laiton patiné
- 1977 : Saint-Leu-d'Esserent (Oise), Groupe scolaire, sculpture cuivre
- 1977 : Saint-Pierre (La Réunion), Cité scolaire, sculpture en cuivre patiné.
- 1983 : Gap (Hautes-Alpes), Base militaire

### Autres formes
- Reliefs (en aluminium, bronze, cuivre, laiton). Par exemple, bas-relief sur l'autel majeur de l'Abbaye Saint-Georges à Saint-Martin-de-Boscherville (Seine-Maritime).

Claude Mercier s'est attaché également à la diversité des Arts décoratifs[source secondaire souhaitée] et à l’intégration de la sculpture dans les intérieurs :
- Bijoux (pendentifs, bagues...)
- Design, Mobilier d'artiste en édition limitée (lampe, table, chandelier...)

### Œuvre graphique
« L’œuvre de Claude Mercier ne se limite pas aux sculptures sur métal : une facette de son talent reste très peu connue et " invisible " : il s'agit de ses dessins, gravures, peintures... Pourtant ils sont indissociables de ses sculptures, les complètent, les éclairent, s'enrichissent mutuellement de leur voisinage ; œuvres à part entière, ils constituent une révélation et un éblouissement. Ce ne sont en aucun cas des esquisses ni des croquis, moins encore des "relevés" dessinés ou peints de ses sculptures, mais la force de leur volume, l'impression de relief, le même mouvement qui les anime fait invinciblement songer à son œuvre sculpté dont, par un chemin inverse, on saisit alors toute la picturalité, la précision et la légèreté, comme si l'acier, le laiton ou le cuivre avaient été dessinés d'un trait dans l'espace. Lydia Harambourg »

- Dessins et Gravures.

« L’œuvre graphique de Claude Mercier est traitée sur des supports propres au dessin et à la peinture depuis les années 1950, en parallèle de sa sculpture, invitant l’emploi de techniques mixtes et traditionnelles. »

- Peintures (huiles sur toile)

## Expositions
À partir de 1960, les œuvres de Claude Mercier seront présentées non seulement en France mais également dans une dizaine de pays européens, aux États-Unis et au Japon.

### Expositions récurrentes
Claude Mercier a exposé lors de manifestations d'Art contemporain durant six décennies.
- 1960, 1961 : Salon de la jeune sculpture, Paris
- 1961, 1962, 1964, 1965, 1966, 1971, 1975, 1982 : Salon des réalités nouvelles, Paris
- 1961, 1965[20], 1966, 1967 : Salon Comparaisons, Grand Palais, Paris
- 1974, 1975 : Salon de Mai, Paris
- 1972, 1974, 1975, 1979 : Salon Grands et Jeunes d’Aujourd’hui[21], Paris
- 1975[22][source insuffisante], 1976 : Festival international d’art contemporain, Allonnes (Sarthe)
- 1977, 1978 : Salon d'art contemporain de Montrouge, (Hauts-de-Seine)
- 2009 à 2021[23][source insuffisante] : Brafa (= BRussels Antiques and Fine Arts Fair), Bruxelles, Galerie Martel-Greiner, Paris
- 2009 à 2016, 2018, 2019 : PAD (= Paris : Art + Design)[24][source insuffisante], Jardin des Tuileries, Galerie Martel-Greiner, Paris
- 2018, 2019 : Le PAD Genève, Galerie Martel-Greiner, Paris
- 2013, 2014, 2015 : Art Élysées,Galerie Martel-Greiner, Paris
- 2014, 2015 : Galerie Boccara, Paris

### Expositions personnelles
1961 : Galleria XXII Marzo, Venise (Italie)
1962 : Hayes Gallery, Palm Beach (États-Unis)
1973 : Galerie Paris-Sculpt[réf. à confirmer], Paris
1978 : Maison de la culture de Créteil (Val-de-Marne)
1978 : Sculptures, œuvres graphiques, Maison de la culture et des loisirs de Saint-Étienne (Loire)
1979 : Maison de la culture des Hauts de Belleville, Paris
1980 : Galerie Anne Blanc, Marly-le-Roi (Yvelines)
1980 : Galerie Paul Brück, Luxembourg Grand-Duché de Luxembourg
1981 : Maison de la culture, Orléans (Loiret)
1982 : Centre culturel de Troyes (Aube)
2005 : Mairie du 10e arrondissement de Paris
2009 : Château de La Verrerie, Le Creusot (Saône-et-Loire)
2009 : Galerie Martel-Greiner, Paris
2014 : Yèvre-le-Châtel (Loiret),
2014 : Dialogue avec le métal, Galerie Martel-Greiner, Paris
2023 : Galerie art research, Paris

### Autres expositions

#### Années 1960
1960 :
Salon  La Jeune Sculpture - Rencontre avec Denys Chevalier, cofondateur de l’Association, et Georges Boudaille, journaliste et critique d'art, président de la section française de l'Association internationale des critiques d'art (AICA), puis délégué général à la Biennale de Paris
1961 :
Exposition internationale Lebendiges Metall, Berlin et Bochum (Allemagne)
Exposition Sculptures contemporaines, Musée Cantini, Marseille (Bouches-du-Rhône)
4e Biennale de Conches (Eure)
Galerie Ursula Girardon, Paris
Rencontre avec Paul et Mary Sisler, collectionneurs américains, qui organisent deux expositions à Venise (Italie) et Palm Beach (États-Unis)
1962 :
Exposition internationale du petit bronze, Musée d’Art Moderne de Paris
Sculpteurs contemporains, galerie de l’Université, Paris
Sculptures de petit format, galerie Transposition, Paris
Antagonismes 2, l’objet, Musée des Arts décoratifs (Paris)
1964 :
Rencontre avec la sculptrice colombienne Alicia Penalba, qui l’incite à la réalisation de bijoux
Exposition internationale de bijoux Schmuck, musée régional de la Hesse, Darmstadt (Allemagne)
1965 :
Exposition internationale Keukenhof, École de Paris, Amsterdam (Pays-Bas)
Exposition internationale Sieraden, Musée Boijmans Van Beuningen, Rotterdam (Pays-Bas)
1966 :
Galerie Weiller, Paris
1967 :
Exposition internationale Majutsllingen, Copenhague (Danemark)
Exposition Le jardin de la sculpture, Les-Vaux-de-Cernay (Yvelines)
1968 :
Rencontre avec le Docteur Jean Audouin, collectionneur et galeriste (Galerie Argos) à Nantes (Loire-Atlantique), qui lui commande une série de bijoux.
Exposition de bijoux et sculptures de petits formats, Galerie Argos, Nantes (avec Georges Braque, Jean Filhos, Gérard Mannoni, Georges Mathieu, Alicia Penalba)
Création du mouvement Art et Prospective[source secondaire nécessaire] avec les peintres Andrée Bordeaux-Le Pecq, Sylvestre Clerc, Jean Cluseau-Lanauve, Hubert-Denis Etcheverry, Claudie Laks et Jean-Pierre Vielfaure
Exposition des artistes du mouvement Art et Prospective : Triennale yougoslave des arts plastiques, Galerie Ulus, Belgrade (Yougoslavie)
Exposition Sculptures Grande Motte – été 68, Centre culturel du Languedoc, La Grande-Motte (Hérault)
1969 :
Aspect de la sculpture contemporaine, Centre culturel de Bobigny (Seine-Saint-Denis)
Exposition de lithographies, Galerie Vision nouvelle, Paris
Exposition Sculptures monumentales, Musée des Sables, Port-Barcarès (Pyrénées-Orientales)

#### Années 1970
1970 :
Festival des arts plastiques, Montargis (Loiret)
L’art dans la ville, Fontainebleau (Seine-et-Marne)
1971 :
Exposition Air France et l’Art d’aujourd’hui, Musée Galliera, Paris (avec Georges Mathieu et Bernard Pagès)
Exposition internationale de bijoux pour le 500e anniversaire de la naissance d'Albrecht Dürer, Nuremberg (Allemagne)
1972 :
Fontes et Reliefs, galerie Paris-Sculpt, Paris
Montmirail 72, Château de Montmirail (Sarthe)
Xe Biennale internationale d’art, Palais de l’Europe, Menton (Alpes-Maritimes) ; (invité par Brassaï)
1973 :
Salon de mars, métro Saint-Augustin, Paris
1974 :
Dialogue, UNESCO, Paris
Bijoux de sculpteurs, Maison de la culture de Saint-Étienne (Loire); Musée Fabre à Montpellier (Hérault)
Marché international des arts, galerie Harrach Sabrow, Düsseldorf (Allemagne)
1975 :
CREAR, Château de Montvillargenne, Gouvieux (Oise)
Biennale internationale de la petite sculpture, Budapest (Hongrie)
1976 :
Un siècle de dessins de sculpteurs, Musées de Calais (Pas-de-Calais) et de Pau (Pyrénées-Atlantiques)
1977 :
Bijoux de sculpteur, Galerie Attali, Paris
La sculpture est une fête, Galerie Laubie, Paris
Regards 77 – peintres et sculpteurs contemporains, théâtre de Caen (Calvados)
Sculptures contemporaines, Évreux (Eure)
1978 :
Art et paix, Hôtel de Ville de Franconville, Val-d'Oise
L’art contemporain, Hôtel de ville de Dunkerque (Nord) et Musée de Saint-Omer (Pas-de-Calais)
Musée de Roquebrune-Cap-Martin (Alpes-Maritimes)
1979 :
Exposition internationale de sculptures, Le Vaudreuil (Eure)
L’Amérique aux indépendants, Grand Palais, Paris
Biennale d’art contemporain, Palais des arts et de la culture, Brest (Finistère)
Lyrisme et géométrie, Maison de la culture des Hauts de Belleville, Paris
Foire internationale d'art contemporain (FIAC) Grand Palais, Paris (Galerie Paris-Sculpt)
Rencontre avec Monique de Beaucorps qui crée un mouvement Une synergie dans l’art : Syn’Art.
Exposition Syn’Art avec le peintre argentin Leopoldo Torres Agüero
Exposition au Centre culturel de La Villedieu, Saint-Quentin-en-Yvelines, (avec Hans Hartung)
Galerie Moris, Tokyo (Japon)

#### Années 1980
1980 :
Art contemporain, Fondation Rothschild, Paris
Maison de la culture Paris-Mercoeur
1981 :
Sculptures de petit format, Centres culturels de Sarcelles (Val-d'Oise), Saint-Brieuc (Côtes-d'Armor), et des Hauts de Belleville à Paris
Sculptures contemporaines, Musée de Belfort (Territoire de Belfort)
La rue Royale en fête, Paris
Sculptures sur métal, 38e Congrès de la Fédération générale de la métallurgie, La Rochelle (Charente-Maritime)
1982 :
Dix années d’activités consacrées aux arts plastiques, Espace Belleville, Paris
La sculpture moderne en France, galerie Louis Carré, Paris
Centre d’art contemporain, Jouy-sur-Eure (Eure)
1984 :
Sculptures contemporaines, Centre culturel de La Villedieu, Saint-Quentin-en-Yvelines, et Espace Belleville, Paris
Cloître de l’Hôpital général, Orléans (Loiret)
Convergences, Orangerie de Bagatelle, Paris
1986 :
Sculptures sur métal, Espace Belleville Paris
Art et technique, Maison de la culture, Créteil (Val-de-Marne)
1989 :
Les dix ans de Syn’Art, Galerie Syn’Art, Paris

#### Années 1990
1992 :
Vingt ans d’arts plastiques, Espace Belleville, Paris
1997 :
L’art est une passion toujours partagée, Espace Belleville, Paris

#### Années 2000
2001 :
Les collections du Fonds régional d'art contemporain Île-de-France, Dammarie-les-Lys (Seine-et-Marne)
2004 :
Sculptures contemporaines, Hambourg (Allemagne)
2006 :
Exposition dans le bureau du Maire de Paris (avec André-Pierre Arnal, Brancusi, Isabelle Champion Métadier, Gérard Garouste, Daniel Buren)
2007 :
Itinéraires artistiques à Yèvre-le-Châtel, Mairie de Yèvre-le-Châtel (Loiret)
Rencontre avec Hélène Greiner,galerie Martel-Greiner, boulevard Raspail et rue de Beaune, Paris
2008 :
Aspects de l’art en France 1950/1980 – Collection Yvonne et Maurice Allemand MUDO - Musée de l'Oise, Beauvais (Oise)
Foire européenne d’art contemporain de Lille, Galerie Martel-Greiner, Paris
Exposition de la collection du Fonds régional d'art contemporain Île-de-France au MAC/VAL Musée d'Art contemporain du Val-de-Marne
Bijoux de sculpteurs, Galerie Martel-Greiner, Paris
2009 :
Salon du collectionneur, Grand Palais, Galerie-Martel-Greiner, Paris
Salon des Arts et du Design, Londres (Royaume-Uni), Galerie Martel-Greiner, Paris
Deuxième biennale de sculpture, Propriété Caillebotte, Yerres (Essonne)

#### Années 2010
2010 :
Galerie Jean-Louis Danant, Paris
2011 :
Art & Design, Miami (États-Unis), Plaisance Expertise, Galerie Martel-Greiner, Paris
2012 :
Art Design – Champs-Élysées, Galerie Martel-Greiner, Paris
2013 :
Art Paris, Galerie RCM, Paris
2014 :
Carré Rive Gauche, Galerie Martel-Greiner, Paris
2017 :
Exposition pour la sortie et la signature du Catalogue raisonné, Galerie Martel-Greiner, Paris
2018 :
Biennale Internationale Métiers d’Art et Création, Paris – Grand Palais, Galerie Martel-Greiner, Paris

#### Années 2020
2020 :
Reflets de lumière, P Gallery, Athènes (Grèce)
2021, 2022 :
Galerie Martel-Greiner, Paris
2023 :
Exposition Du volume au relief, ARP Gallery, Paris, avec la Galerie Martel-Greiner, Paris

## Critiques
Lydia Harambourg, (historienne de l'art, critique d'art, écrivaine et commissaire d'exposition française, membre correspondant de l'Académie des Beaux-Arts (Institut de France):

« Claude Mercier est un constructeur de formes mues par une dynamique ascensionnelle et des poussées intérieures.
La sculpture de Claude Mercier porte l’évidence des formes sensibles du monde transposées dans le jeu des tensions et des équilibres savants. Chaque sculpture est une structure dressée et cherche à suspendre l’insaisissable. Elle exige que nous nous déplacions pour en comprendre toutes les subtiles articulations. Chaque face nécessite une approche nouvelle, pour une perception renouvelée de l’ensemble. Le regard va bien au-delà de sa vision générale et revient sur l’élégance des courbes qui jouent avec les verticales et les horizontales, s’infléchissent sous la pression des pensées intérieures (Catalogue raisonné).
Abstrait, il a développé un vocabulaire de formes pures en mutation, des volumes d’espace pour un dialogue avec la lumière.
À la taille directe, il a préféré la ductilité du métal, donnant libre cours à l’inventivité la plus audacieuse. Le langage du métal lui a fait développer des constructions lyriques à partir d’une combinatoire faite d’alternances de courbes et de poussées latérales et verticales. Il prend appui des lignes de force pour renouveler les rythmes dans une apesanteur mystérieuse. Harmonieuses, dynamiques, ses sculptures font chanter le métal. »

Le Delarge, Dictionnaire des Arts plastiques et contemporains :

« Sculpteur monumental, il travaille le bronze, le maillechort, le cuivre.
Non figuratif, il commence par agencer des formes sui generis, minces comme un calligramme, articulées dans un mouvement ascensionnel, Projection (1951), tenant en équilibre sur un seul point d'appui, ou Signal (1966).
Phaéton (1969), est fait de formes originales reposant sur quatre points d'appui, suggérant un moyen de locomotion, avec sa capote à l'arrière, faite d'un demi cylindre creusé et sa tête de cheval plus que stylisée, à l'avant, retournée.
Avec Hydre (1977), il amorce la transition vers la forme qu'il fait sienne, de larges bandes incurvées allant s'élargissant aux extrémités.
Il donne une construction symétrique évoquant la proue d'un navire, sous un auvent soutenu par un éperon, Éridani (1978).
Cette bande, plus ou moins épaisse, pouvant aller jusqu'au parallélépipède carré, il la traite comme fleurs en pleine déhiscence, Elliptique (1993), Éclatement (1980), ou non encore éclose, Émersion (1985), ou encore comme deux gerbes dos à dos culminant en éventail, Pulsions (1991).
Lorsqu'il abandonne la sculpture, il ne la délaisse pas totalement puisque ses peintures sont celles d'un sculpteur. Sa forme large, plate, courbée, en patte d'oie à ses extrémités, il la reprend dans des peintures à compter de 2000, multicolores, allant vers la raréfaction des couleurs, l'une pour l'à plat, l'autre pour les tranches, la troisième pour le fond, (2002), pour aboutir à un monochrome bleu ciel, (2003).
Du même graphisme, dessins et gravures. »

## Distinctions
- Officier de l'ordre des Arts et des Lettres, distinction par le Ministère de la culture et de la communication[63] en 2015.

### Sources
- M. Alain Di Stefano, maire délégué de Yèvre-le-Châtel, président du Comité pour la protection et la promotion de l’œuvre de Claude Mercier, Sculpteur[64], créé à l'initiative de personnalités du monde de l'art et de collectionneurs[65]. C'est ce comité qui a notamment été à l'origine de la constitution et de la publication, en 2017, de son "Catalogue raisonné"[66];
- Mme Colette Mercier-Métayer, ayant droit de l'artiste Claude Mercier;
- Mme Lydia Harambourg, historienne de l'art, critique d'art, écrivaine et commissaire d'exposition française, membre correspondant de l'Académie des Beaux-Arts (Institut de France), fait partie de ce comité et rédige généralement les textes sur Claude Mercier. Son analyse en tant que critique d'art fait autorité[60];
- M. David Caméo[60], Directeur général des Arts décoratifs, Inspecteur général à la création et aux enseignements artistiques;
- Site internet consacré à Claude Mercier Sculpteur ;
- Monographies et Bibliographie ci-après relatives à l'artiste, notamment Claude Mercier : Catalogue raisonné, Somogy Éditions d'Atrt 2017, cf. articles "La vision du sculpteur" (David Caméo), "Le plain-chant du métal" (Lydia Harambourg), "Toutes les facettes du métal"  (Hélène Greiner).  (ISBN 978-84-120969-6-5)

### Monographies
2009 : Claude Mercier, Quand le métal fait signe,/, Marie-Odile Van Caeneghem, spécialiste de l'art contemporain, Somogy Éditions d'art,  (ISBN 9782757201916)

« Claude Mercier est l’un des grands sculpteurs français contemporains. Connu pour ses sculptures en métal, aux formes abstraites convexes et concaves entrelacées à l’infini, il arbore un style singulier, incontournable source d’inspiration pour les générations à venir… Sculptures monumentales, reliefs, dessins, bijoux… : toutes les formes explorées par Claude Mercier se retrouvent mises en perspective. »

2021 : Claude Mercier : Œuvre graphique d'un sculpteur, objet de l’exposition Du Volume au Relief, Éditeur(s) : El Viso (ISBN 978-84-120969-6-5) ; Contributeur(s) : Directeur de publication : Colette Mercier-Métayer, épouse et ayant droit de Claude Mercier - Auteur du texte : Lydia Harambourg - Préfacier : David Caméo, Directeur général des Arts décoratifs, Inspecteur général à la création artistique et aux enseignements décoratifs.

« Réunion de l'œuvre dessinée du sculpteur, part méconnue de sa production qui atteste l'unicité de sa réflexion sur la forme. Ses dessins, peintures, monotypes ou encore gaufrages expriment soit l'élan, soit la concentration, caractéristiques de ses sculptures métalliques, dont certaines reprennent des réalisations graphiques. ©Électre 2023. »

### Catalogue raisonné
2017 : Claude Mercier, Catalogue raisonné, Texte de Lydia Harambourg avec la collaboration de David Caméo, Directeur général des Arts décoratifs, Inspecteur général à la création artistique et aux enseignements décoratifs et Hélène Greiner, directrice de la galerie Martel-Greiner, sous la direction de Colette Mercier-Métayer, Somogy Éditions d'art

« À l'origine, Claude Mercier aime parler de deux rencontres évidemment déterminantes pour le jeune sculpteur qu'il fut dans le Paris de l'après-guerre, celle avec Henry Moore dans les années 1950 et celle avec Alberto Giacometti, qui encouragea la carrière de l'artiste. Mais aussi admiratif qu'il fut des grands sculpteurs adeptes du modelage dont il croisa très tôt la route, il prit courageusement un chemin très personnel, celui de « l'artisan du métal », s'inscrivant dans un courant novateur mais difficile, poursuivant une quête qui de 1949 à 2017 lui permit d'explorer, du figuratif à l'abstrait, du métal récupéré et soudé au bronze, toutes les expressions d'un matériau qu'il dompta comme nul autre. (Hélène Greiner)[source insuffisante] »

### Éléments de bibliographie

#### Catalogues d’expositions personnelles
1973 : Raoul-Jean Moulin, critique d'art français, Galerie Paris-Sculpt, Paris
1978 : Josette Mélèze, Maison de la culture de Créteil (Val-de-Marne),
1979 : Maurice Allemand, Maison de la culture de Saint-Étienne (Loire); Centre culturel de La Villedieu, Saint-Quentin-en-Yvelines (Yvelines)
1981 : François Wehrlin, Directeur de l'École nationale supérieure des Beaux-arts, Maison de la culture d’Orléans (Loiret)
1982 : Claire Nédellec, Commissaire d'exposition. Maison de la culture de Troyes (Aube)
2005 : Marie-Odile Van Caeneghem, Conseil en création et gestion de patrimoine artistique, Mairie du 10e arrondissement de Paris
2009 : Hélène Greiner, antiquaire et galeriste, directrice de la Galerie Martel-Greiner, Paris
2014 : Lydia Harambourg, Espace de rencontres et d’expositions de Yèvre-le-Châtel (Loiret))[réf. nécessaire].

#### Ouvrages généraux et publications
1960 : Denys Chevalier, écrivain et critique d'art, cofondateur du Salon de la jeune sculpture, France-Observateur ; Claude Rivière, Combat
1961 : Georges Boudaille, Critique d'art Les Lettres françaises
1965 : Claude Mercier, Chefs-d'œuvre de l'art, éditions Hachette,
1973 : Michèle Dubreucq, Connaissance des Arts; Henry Galy-Carles, Coloquio ; Monique Dittière, L'Aurore
Depuis 1976 : Dictionnaire Bénézit, Librairie Grund
1978 : Colette Canty, Journaliste, Le Progrès de Lyon; Jean-Luc Epivent, Profil, architecture évolutive par le métal
1979 : Dominique Remondin, L'Aurore, Jean-Marie Tasset, Journaliste, Le Figaro; Antonio Urrutia, Guadalimar; Patrick Gerval, Le Parisien Libéré
1980 : Michèle Dubreucq et Jean Rudel, Technique de la sculpture, PUF Que sais-je ? no 1773  (ISSN 0768-0066)
1982 : Ionel Jianou, La sculpture moderne en France depuis 1950, Editions Arted; Jeanine Warnod, Le Figaro
1984 : Nancy Grove, Mary and William Sisler collection, Éditions du MoMA, New-York
1989 : Marcel Cornu, Conversations avec Bobigny, Éditions Messidor
1994 : Hervé-Armand Béch, Art/lycées 1951-1993 – le 1% artistique, Conseil régional d'Île-de-France
2001 : Christelle Langrené[source insuffisante], La collection du Fonds régional d'art contemporain (Frac) Île-de-France
2004-2005 : Ursula Herrndorf, peintre, Skulpturenland Reitbrook, Hambourg
2005 : Reinhold Hold, La sculpture, de l'Antiquité au XXe siècle
2006 : Dominique Dalemont, Les sculpteurs du métal, préface d'André Ughetto, Somogy éditions d'art  (ISBN 2850569550 et 978-2850569555) ; Suzanne Pagé, Inventaire des collections du Musée d'Art Moderne de Paris
2007 : Alain Di Stefano, Itinéraires artistiques à Yèvre-le-Châtel, Les compagnons de la Châtellenie  (ISBN 978-2-9528407-0-5)
2008 : Josette Galiègue, Aspects de l'art en France (1950-1970) La collection Allemand, Musée départemental de l'Oise, Somogy Éditions d'art; Xavier Franceschi, Toute la collection du Fonds régional d'action culturelle Île-de-France au mac/val, éditions Frac Île-de-France
2009 : Patrick Perrin, antiquaire, fondateur du PAD (Pavillon des Arts et du Design), Catalogue Pavilion of Art and Design, Londres; Lydia Harambourg, Deuxième biennale de sculpture à Yerres, Somogy Éditions d'art; Lydia Harambourg, La Gazette Drouot no 24; Bénédicte Bonnet Saint-Georges, L'Estampille - L'Objet d'art no 444 et 447; Galerie Martel-Greiner, Connaissance des arts; Galerie Martel-Greiner, Beaux Arts Magazine
2010 : Marie-Christine Cavigneux, Revue de l'association des membres de l'Ordre des Palmes académiques
2011 : Wolfgang Glüber, Jugenstilschmuck, Catalogue du Musée de Darmstadt (Allemagne)
2012 : Monique de Beaucorps, Docteur en sociologie de l'art, diplômée de l'École du Louvre, historienne et sociologue de l'art ; Une Synergie dans l'Art; Louis Richardeau, L'éventail, Brafa
2014 : Lydia Harambourg, La Gazette Drouot, No 30, 12 septembre 2014; Lydia Harambourg Présentation de l’artiste

#### Audiovisuel/Multimedia
- 2001 : CD-ROM – La collection du Fonds régional d'art contemporain Île-de-France
- 2005 : CD-ROM – LAAC-, Musée de Dunkerque (Nord)
- 2011 : CD-ROM – Jugendstilschmuck, Musée de Darmstadt, Allemagne